# Phlegeton
Phlegeton, Flegethon eller Pyriphlegeton (grekiska: Φλεγέθων), är i grekisk mytologi underjorden Hades eldflod. Den brinner av flammande svavel. I Dantes Den gudomliga komedin består Phlegeton av kokande blod och är belägen i den sjunde nivån av helvetet; där straffas tyranner, mördare, rånare och andra som gjort illdåd mot sina medmänniskor. 